# العلاقات البرازيلية المارشالية
العلاقات البرازيلية المارشالية هي العلاقات الثنائية التي تجمع بين البرازيل وجزر مارشال.

## مقارنة بين البلدين
هذه مقارنة عامة ومرجعية للدولتين:
| وجه المقارنة                                              | البرازيل | جزر مارشال                     |
| --------------------------------------------------------- | --- | ------------------------------ |
| المساحة (كم2)                                             | 8.52 مليون | 181                            |
| عدد السكان (نسمة)                                         | 202.66 مليون | 53.13 ألف                      |
| الكثافة السكانية (ن./كم²)                                 | 23.79 | 29.35 ألف                      |
| العاصمة                                                   | برازيليا، ريو دي جانيرو | ماجورو                         |
| اللغة الرسمية                                             | برتغالية برازيلية، Brazilian Sign Language ‏ | لغة إنجليزية، اللغة المارشالية |
| العملة                                                    | ريال برازيلي، كروزيرو ريال برازيلي ‏، كروزيرو البرازيلية (1990–1993)، البرازيلي كروزادو نوفو، كروزادو برازيلي، cruzeiro ‏، كروزيرو البرازيلية (1942–1967)، الريال البرازيلي (قديم) | دولار أمريكي                   |
| الناتج المحلي الإجمالي (بليون دولار)                      | 2.06 تريليون | 199.40 مليون                   |
| الناتج المحلي الإجمالي (تعادل القوة الشرائية) بليون دولار | 3.22 تريليون | 207.25 مليون                   |
| الناتج المحلي الإجمالي الاسمي للفرد دولار أمريكي          | 8.54 ألف | 3.38 ألف                       |
| الناتج المحلي الإجمالي للفرد دولار أمريكي                 | 15.89 ألف | 3.80 ألف                       |
| مؤشر التنمية البشرية                                      | 0.754 |                                |
| رمز المكالمات الدولي                                      | +55 | +692                           |
| رمز الإنترنت                                              | .br | .mh                            |
| المنطقة الزمنية                                           | | ت ع م+12:00                    |

## منظمات دولية مشتركة
يشترك البلدان في عضوية مجموعة من المنظمات الدولية، منها:
| علم المنظمة | اسم المنظمة                   | تاريخ انضمام البرازيل | تاريخ انضمام جزر مارشال |
| ----------- | ----------------------------- | --------------------- | ----------------------- |
|             | البنك الدولي للإنشاء والتعمير | 14 يناير 1946         | 21 مايو 1992            |
|             | يونسكو                        | 4 نوفمبر 1946         | 30 يونيو 1995           |
|             | الاتحاد الدولي للاتصالات      | 4 يوليو 1877          | 22 فبراير 1996          |
|             | مؤسسة التمويل الدولية         | 31 ديسمبر 1956        | 23 سبتمبر 1992          |
|             | منظمة الشرطة الجنائية الدولية | ?                     | ?                       |
|             | الأمم المتحدة                 | 24 أكتوبر 1945        | 17 سبتمبر 1991          |
|             | مؤسسة التنمية الدولية         | 15 مارس 1963          | 19 يناير 1993           |
|             | منظمة حظر الأسلحة الكيميائية  | ?                     | ?                       |

## وصلات خارجية
- موقع وزارة الخارجية البرازيلية